# Anufo (Sprache)
Anufo ist eine inzwischen stark bedrohte westafrikanische Sprache. Sie ist allerdings die Amtssprache der Monarchie Tschokossi.
Nordöstlich in der Gegend von Wawjayga in Ghana ist Anufo mit ungefähr 66.000 Sprechern aus dem Volk der Anufo (2003) zu finden. Im Benin sprechen etwa 13.800 bis  17.000 Menschen Anufo, in Togo finden sich rund 54.000 Sprecher. In Togo wird Anufo auch als Handelssprache verwendet. 
Alternative Namen: Chokosi, Chakosi, Kyokosi, Tchokossi und Tiokossi.